# 닭강정 (드라마)
《닭강정》(영어: Chicken Nugget)은 넷플릭스에서 2024년 3월 공개된 대한민국의 코미디, 미스터리 드라마이다.

## 출연진

### 주요 인물
- 류승룡 : 최선만 역
- 안재홍 : 고백중 역
- 김유정 : 최민아 역

### 주변 인물
- 김남희 : 직원(김환동) 역
- 정호연 : 홍차 역
- 유승목 : 유인원 역
- 정승길 : 유태만 역
- 박진영 : 유태영 역
- 고창석 : 백중 부 역
- 문상훈 : 정효봉 역
- 양현민 : 김배달
- 허준석 : 형사 역
- 박형수 : 면접관 역
- 이주빈 : 김씨 부인 역

### 백정 닭강정 4인방
- 김태훈 : 백정 역
- 황미영 : 주모 역
- 정순원 : 상인 역
- 이하늬 : 광대 역

### 그 외 인물
- 안지호 : 상민 역
- 전여빈 : 이은정 역
- 손석구 : 상수 역

### 특별출연
- 조현재 : 한량 역
- 박환희 : 박 대표 역
- 김기천 : 관리소장 역
- 왕종근 : 왕종근 교수 역

### 우정출연
- 백지원 : 순심 역